# STS-115
La misión STS-115 es la primera en la construcción de la Estación Espacial Internacional después del desastre del Columbia, siguiendo con las dos misiones "Retorno al Vuelo", STS-114 y STS-121. Esta misión está destinada al Transbordador espacial Atlantis el cual despegó el 9 de septiembre del 2006 desde el Complejo de lanzamiento 39B ubicado en el Centro Espacial Kennedy del estado de Florida tal y como estaba previsto a las 11:45:55 a. m. EDT (15:45:55 UTC).
La misión también está referida como ISS-12A por el programa de la EEI. La misión entregó el segundo segmento (P3/P4), un par de paneles solares (2A y 4A) y baterías. Un total de tres paseos espaciales fueron realizados, durante el cual la tripulación conectó los sistemas en los segmentos, preparándolo para el despliegue, e hicieron otros trabajos de mantenimiento en la estación.
La misión fue planeada originalmente para abril del 2003. Sin embargo, el desastre del Columbia en febrero del 2003 atrasó el lanzamiento hasta el 27 de agosto del 2006, donde fue pospuesto nuevamente por varias razones, incluido la amenaza del Huracán Ernesto, y el rayo más fuerte que ha golpeado en la historia la plataforma de lanzamiento.
Si, durante la misión se necesitara una misión de rescate, habría sido designada la misión STS-301 y hubiera sido realizada por el Transbordador espacial Discovery el 11 de noviembre.

## Tripulación
La tripulación, la cual fue seleccionada en el 2002, tuvo que esperar el lapso de tiempo más largo entre la selección de los astronautas hasta el vuelo real.
- Brent Jett (4), Comandante
- Christopher Ferguson (1), Piloto
- Joseph Tanner (4), Especialista de misión
- Daniel Burbank (2), Ingeniero de vuelo
- Heidemarie Stefanyshyn-Piper (1), Especialista de misión
- Steven MacLean (2), Especialista de misión

( ) El número ente paréntesis indica el número de vuelos espaciales incluyendo la misión STS-115.

## Parámetros de la Misión
- Masa:≈2.000 toneladas métricas (al lanzamiento)
- Perigeo: 157,4 km
- Apogeo: 226,6 km
- Inclinación: 51,6º
- Período: 91,6 minutos

## La misión

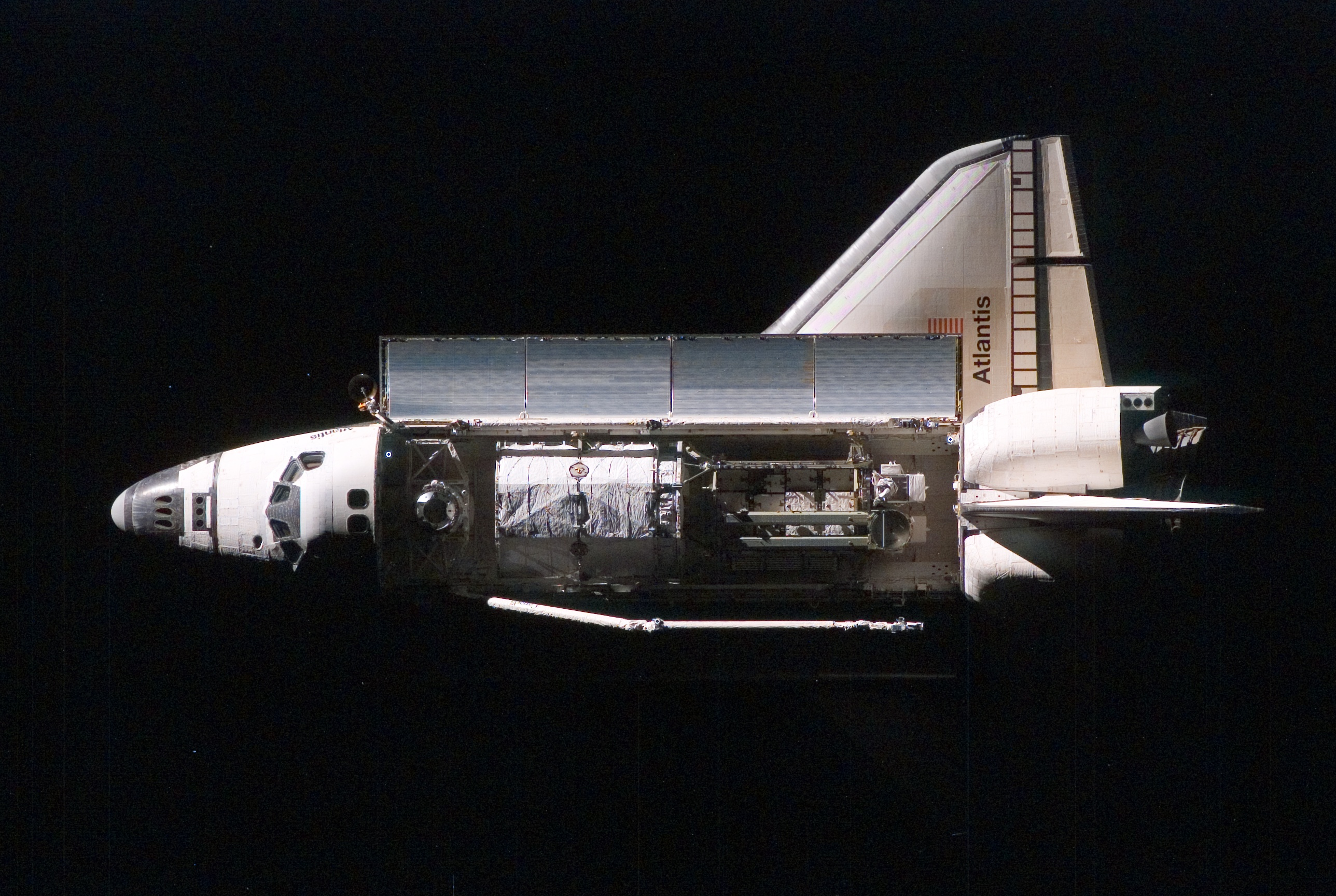
El Atlantis se acerca a la estación junto con el segmento P3/P4 y los paneles solares en su bodega de carga.

El objetivo primario de la misión es trasladar e instalar el segundo segmento izquierda/lado (left/side) P3/P4, un par de paneles solares y sus baterías.
El astronauta de la Agencia Espacial Canadiense Steven MacLean es el primer canadiense en operar el brazo robótico Canadarm2 y su Base Móvil en el espacio y él instaló el nuevo set de paneles solares desde el brazo robótico Canadarm, el cual controlaba Tanner. MacLean realizó un paseo espacial, siendo el segundo canadiense en realizarlo, después de Chris Hadfield.

## Objetivos de la Misión
- Entregar e instalar los dos segmentos (P3 y P4)
- Entregar y desplegar los dos nuevos paneles solares (4A y 2A)
- Realizar tres paseos espaciales para conectar los segmentos, remover los alojamientos de los paneles solares, y preparar la estación para la siguiente misión de construcción (STS-116)

## Pre-Misión

### 27 de agosto hasta 7 de septiembre (aplazos)
El Atlantis fue trasladado desde la Instalación para el Procesamiento del Orbitador al Edificio de Ensamblado el día 24 de julio del 2006. Fue puesto sobre la Plataforma Lanzadora Móvil el 26 de julio y llevado a la plataforma de lanzamiento 39B a primeras horas de la mañana del 2 de agosto. El desplazamiento fue planeado para el 31 de julio, pero una tormenta en la vecinidad del Centro Espacial Kennedy provocó un retraso de 2 días por los miedos que existían de que un rayo golpeara al transbordador, el cual causaría un daño inmenso.

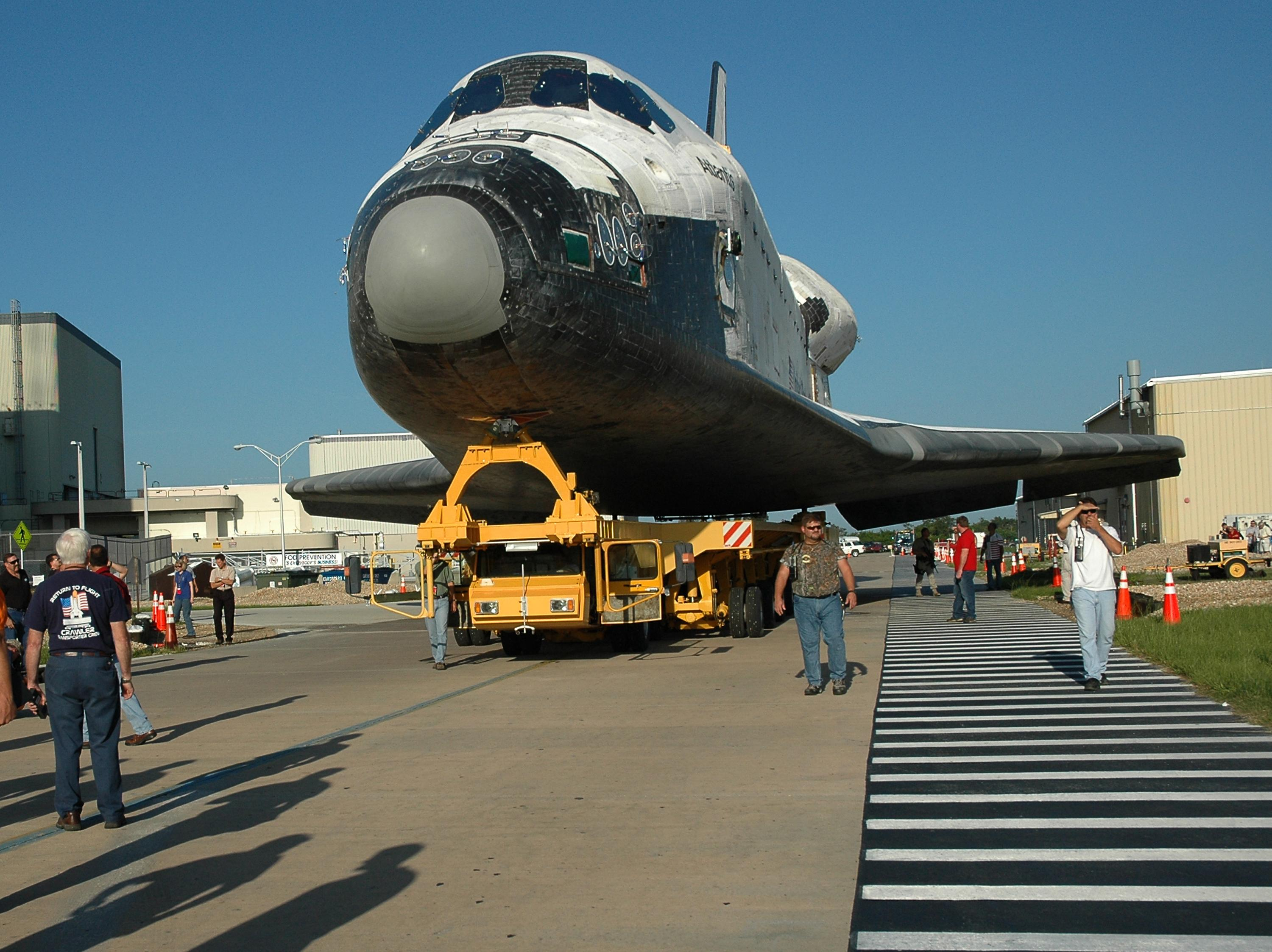
El Atlantis moviéndose hacía el VAB.

En el fin de semana del 5 de agosto hasta el 6 de agosto, los ingenieros completaron una "preparación del vuelo", donde comprobaron los motores principales del transbordador, los cuales estaban listos para el lanzamiento. La tripulación arribó al Centro Espacial Kennedy el 7 de agosto para los 4 días de ensayo del lanzamiento, incluido un ensayo de la cuenta atrás el 10 de agosto.

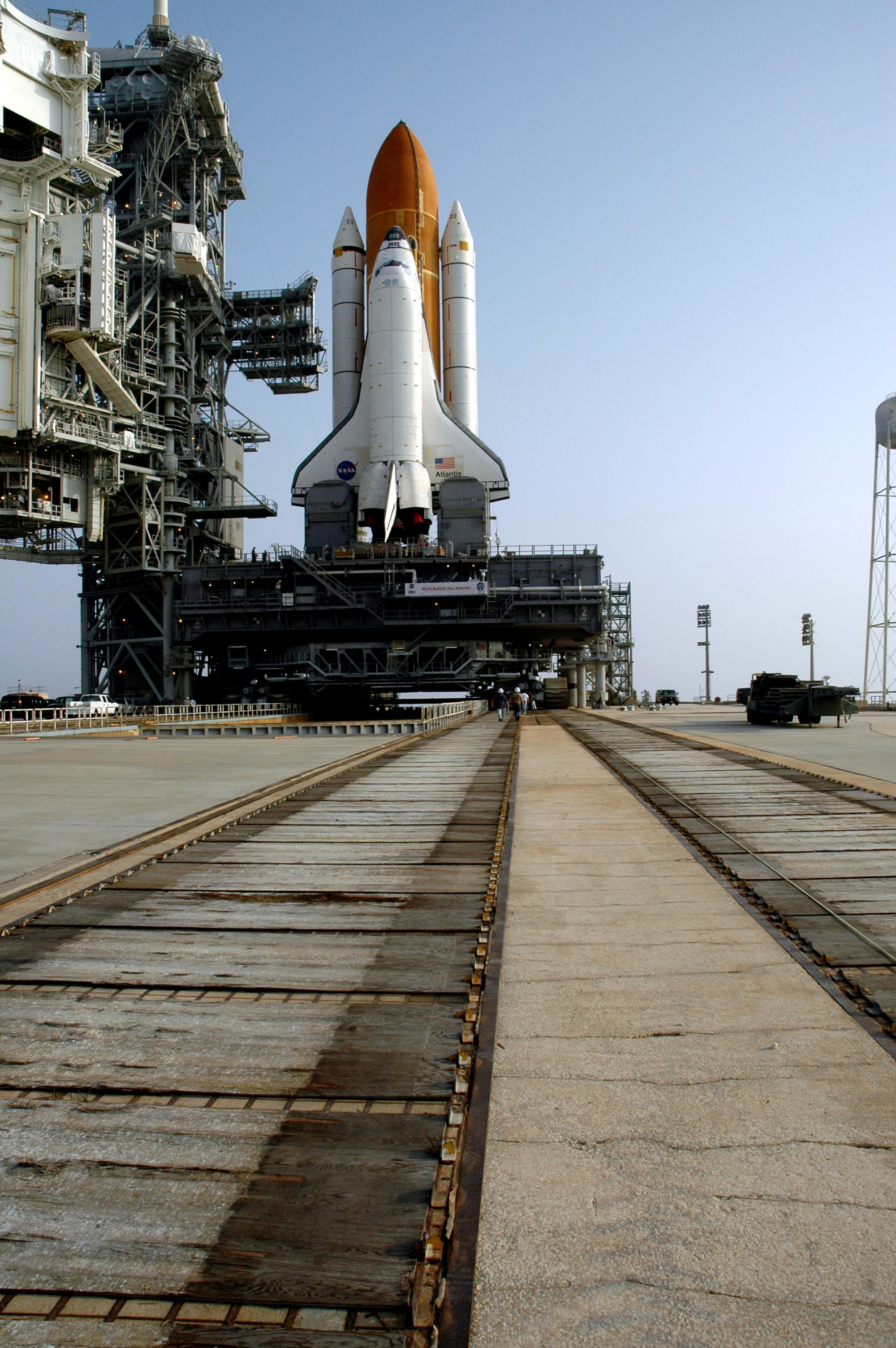
El Atlantis en la rampa de lanzamiento 39B, el 2 de agosto.

Por primera vez, los managers de la NASA decidieron adelantar la fecha de lanzamiento para el día 27 de agosto para obtener mejores niveles de luminosidad para fotografiar el tanque externo del transbordador. La ventana de lanzamiento se coordina con el lanzamiento de la Soyuz TMA-9 a mediados de septiembre, el cual llevaría una nueva tripulación y nuevos suministros a la EEI. La nave Soyuz no puede acoplarse a la estación si está aún el Transbordador espacial. 
Los mánager de la NASA sostuvieron una Revisión de la Preparación del Vuelo (Flight Readiness Review) entre los días 15 de agosto y 16 de agosto para finalizar la fecha de lanzamiento. La pérdida de espuma aislante del tanque externo fue un asunto clave en esta reunión porque el 13 de agosto, la NASA anunció que había pocas probabilidades de pérdida en el tanque externo de la anterior misión STS-121. La desintegración del Columbia fue a causa de una pieza de espuma aislante, que cayó del tanque externo durante el lanzamiento, la cual golpeó el ala del transbordador causando un agujero que fue abriendo una abertura más grande durante la reentrada.
En la reunión también discutieron el problema de la seguridad del perno en la antena de banda Ku del transbordador el cual no se pudo haber colocado correctamente. La instalación había estado así por varios vuelos sin haber presentado problemas. Al final de los dos días de reuniones, la NASA decidió proceder con el lanzamiento el 27 de agosto del 2006. Sin embargo, el 18 de agosto, la NASA decidió reemplazar los tornillos de la antena estando el Atlantis en la plataforma de lanzamiento. La NASA no tenía ningún procedimiento para reemplazar estos pernos, pero el trabajo fue completado el 20 de agosto, sin afectar la fecha de lanzamiento.

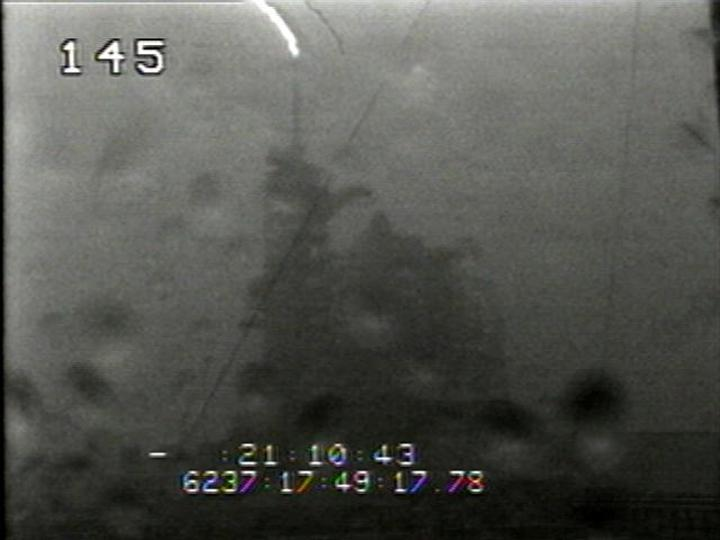
Imagen del rayo.

El 25 de agosto, el rayo más fuerte jamás registrado en el Centro espacial Kennedy golpeó la plataforma de lanzamiento 39B. Como resultado, el 26 de agosto los responsables de la misión pospusieron el lanzamiento 24 horas para determinar el daño a la plataforma. El 27 de agosto nuevamente pospusieron el lanzamiento 24 horas, dejando como posible fecha de lanzamiento el 29 de agosto e informando que no sabían aún si había daños por el rayo y considerando la posible amenaza del Huracán Ernesto.
El 28 de agosto la NASA decidió cancelar el lanzamiento y trasladar al Atlantis al VAB después de que, informes actualizados del clima proyectaban que el Huracán Ernesto recuperaría su fuerza y pasaría por el Centro Espacial Kennedy. La NASA comenzó el rollback el 29 de agosto en la mañana, pero en la tarde, la decisión de hacer una vuelta atrás fue cancelada y ordenaron llevar al Atlantis a la rampa de lanzamiento nuevamente (algo que nunca se había realizado). El cambio se produjo cuando los meteorólogos determinaron que la tormenta tropical no golpearía al Centro Espacial Kennedy tan fuerte como se pensaba. Ya que sus vientos se esperaban que fueran menos que 79 mph (126 km/h), alcanzando el límite de la fuerza del viento que el transbordador podía resistir.
Temprano en la mañana del 31 de agosto, la tormenta pasó y los equipos de inspección comenzaron una inspección para buscar daños en las instalaciones. Solo tres problemas se encontraron, pero se necesitó de una simple reparación. La posible fecha de lanzamiento fue el 6 de septiembre con la opción de lanzamiento por otros 2 días, ya que la NASA y la agencia espacial Rusa tuvieron un acuerdo para extender la ventana de lanzamiento por un día. En la mañana del 3 de septiembre, la cuenta atrás oficial marchaba con la marca T-43 horas, junto con 30 horas de paradas planeadas. En la mañana del 6 de septiembre los ingenieros observaron un aparente cortocircuito interno cuando una de las tres células de combustibles fueron activadas. Cuando los ingenieros no podían calcular donde estaba el problema a tiempo, el lanzamiento fue postergado un día para que los ingenieros tuvieran más tiempo de analizar más el problema. La tarde del miércoles los managers de la NASA decidieron no lanzar al transbordador el jueves, informando una nueva fecha de lanzamiento: el 8 de agosto. Originalmente, habían eliminado como fecha de lanzamiento el 9 de septiembre, debido a un conflicto con la misión Soyuz TMA-9 de la nave rusa Soyuz, que sería lanzada el 18 de septiembre. Esto causó que varios medios de comunicación informaran que el viernes era la última oportunidad para no lanzar el Atlantis en octubre.

## Día a Día

### 8 de septiembre (Intento de lanzamiento 1)

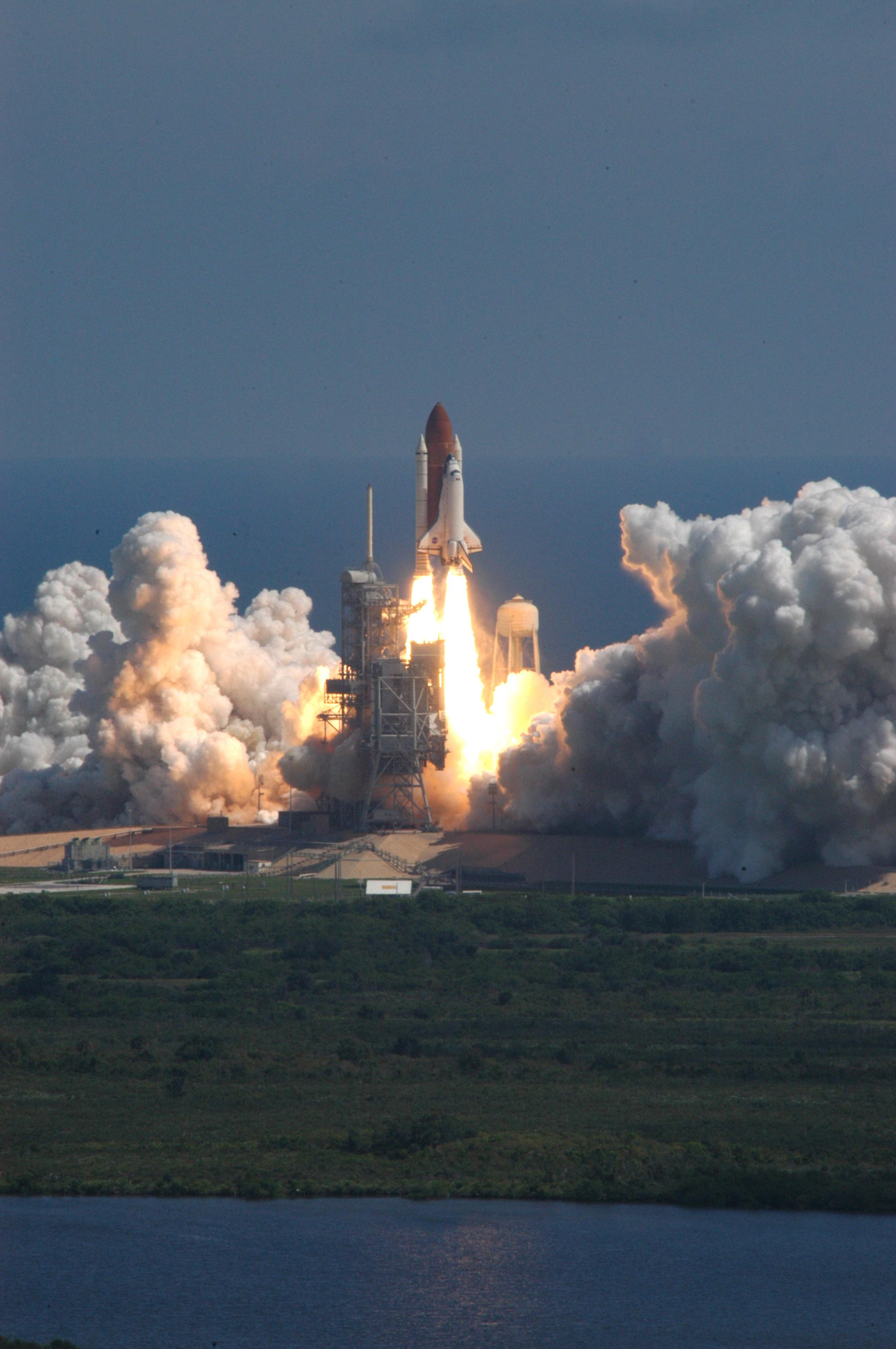
El lanzamiento el 9 de septiembre.

En la mañana del 8 de septiembre se reportó que uno de los sensores ECO en el tanque externo había fallado. Cerca de media hora antes de la hora planeada de lanzamiento, la NASA anunció un retraso de 24 horas mientras el combustible del tanque externo se drenaba y se investigaba el problema. El sensor en cuestión, el sensor ECO N.º 3, demostró ser el culpable cuando indicó que había hidrógeno líquido en el tanque cuando este se había drenado. Los otros sensores ECO funcionaban correctamente indicando el tanque seco, pero mientras los otros no comenzarán a funcionar correctamente, la NASA podría permitir el lanzamiento con tres de los 4 sensores ECO operacionales.

### 9 de septiembre (Lanzamiento y día 1)

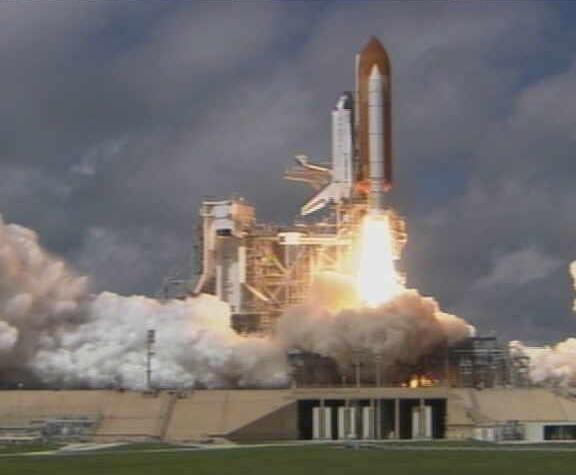
Despegue.

El 9 de septiembre, todos los sensores ECO (engine cut-off; apagado de motor) funcionaban correctamente, y siguiendo con una perfecta cuenta atrás, a las 15:15 UTC (11:15 EDT), el Atlantis se lanzaba desde la plataforma de lanzamiento hacia la Estación Espacial Internacional. Cuando el Atlantis se lanzaba, la estación se encontraba a 220 millas sobre el norte del Océano Atlántico entre Groenlandia e Islandia.
Durante el lanzamiento a la órbita, el Control de Misión le preguntó a la tripulación si podían reconfigurar un sistema de enfriamiento que al parecer tenía hielo acumulado. La reconfiguración limpio el sistema, llamado Flash Evaporator System (Sistema de evaporación flash), y este operó normalmente. El hielo temporal en esa unidad de refresco es frecuente y ha ocurrido en misiones anteriores.
Un momento después del apagado de los motores, 8.5 minutos después del despegue, Tanner y MacLenan usaron una cámara de vídeo y cámaras digitales para documentar al tanque externo después de haberse separado del transbordador. Las imágenes, buenas como las imágenes recolectadas por cámaras en el panza del transbordador cuando el transbordador aún estaba conectado al tanque externo, fueron enviadas a tierra para su revisión.

### 10 de septiembre (día 2)

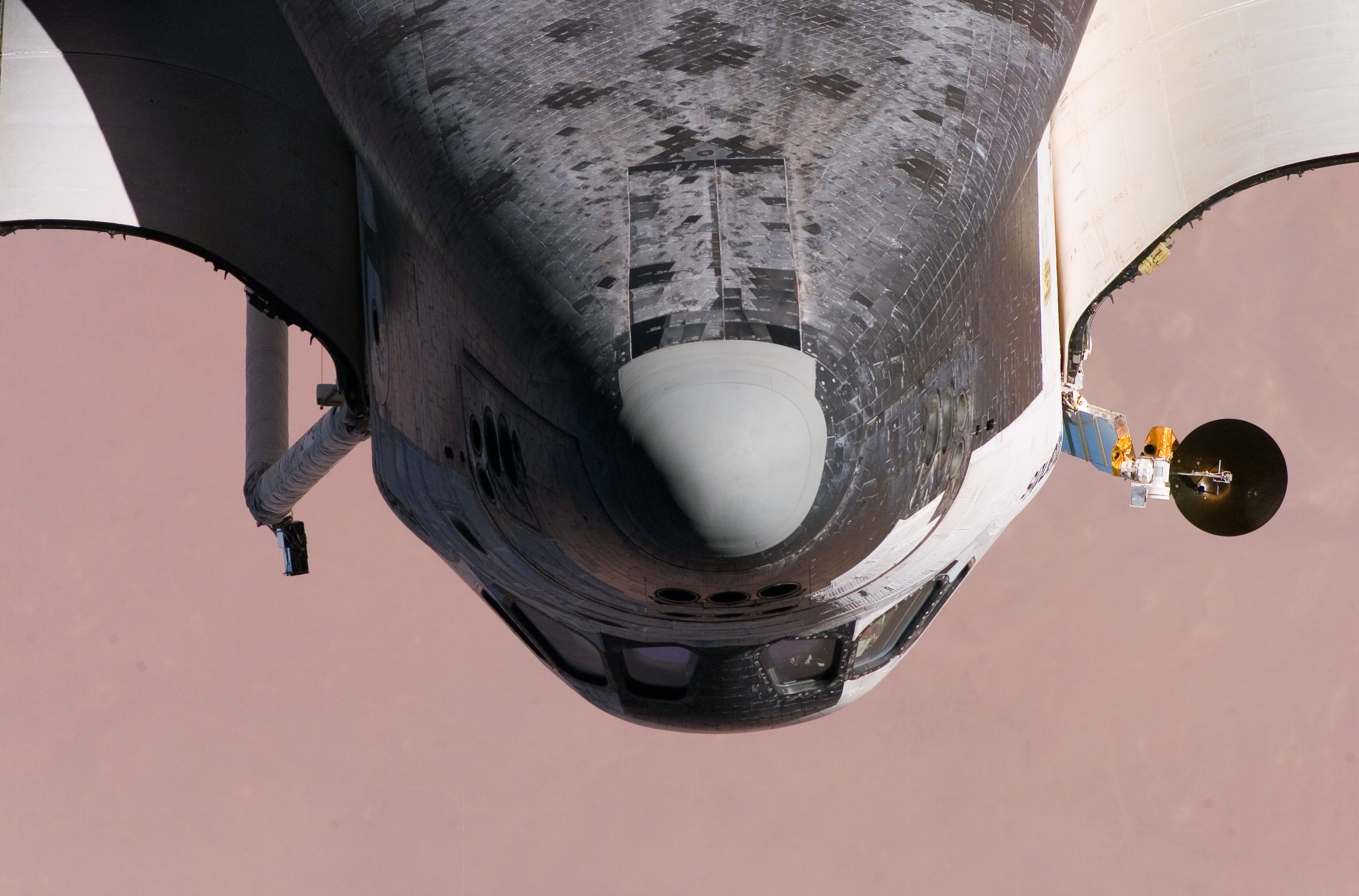
La nariz y las losetas térmicas del Atlantis, durante una inspección en el Día 3, tomada por la Estación Espacial Internacional.

Durante su primer día en órbita, la tripulación del Atlantis examinó a fondo el transbordador con el Orbiter Boom Sensor System, una extensión del brazo robótico de 50 pies de largo que contiene cámaras y láseres para examinar la protección térmica del transbordador. El piloto Chris Fergurson y los especialistas de misión Dan Burbank y Steve MacLean realizaron una lenta y minuciosa revisión de los paneles de carbón reforzado en toda la panza del transbordador, las alas, la nariz, etc. 
La tripulación trabajó adelantándose al horario para la mayor parte del trabajo de preparación para el acoplamiento y los preparativos de los 3 paseos espaciales planeados para la misión. Los especialista de misión Joe Tanner y Heidemarie-Stefanyshyn Piper checkearon los traes espaciales y las herramientas para el EVA, Burbank y MacLean lo usarán durante los paseos espaciales en los Días 4, 5 y 7. Los paseos espaciales están planeados para preparar el segmento P3/P4, extender los paneles solares y prepararlo para su operación.
En la estación espacial, el Ingeniero de Vuelo Jeffrey Williams de la Expedición 13 preparó el laboratorio orbital para la llegada del Atlantis el Día 3. El preparó las cámaras digitales que se usaran para tomar fotos en alta resolución del escudo térmico del Atlantis. Con la ayuda del Comandante Pavel Vinogradov, Williams presurizó el Adaptador Presurizado para el Acoplamiento 2 al final del laboratorio Destinity donde el Atlantis se acoplará. Vinogradov también pre-empaquetó el equipo para el regreso.

### 11 de septiembre (Día 3)

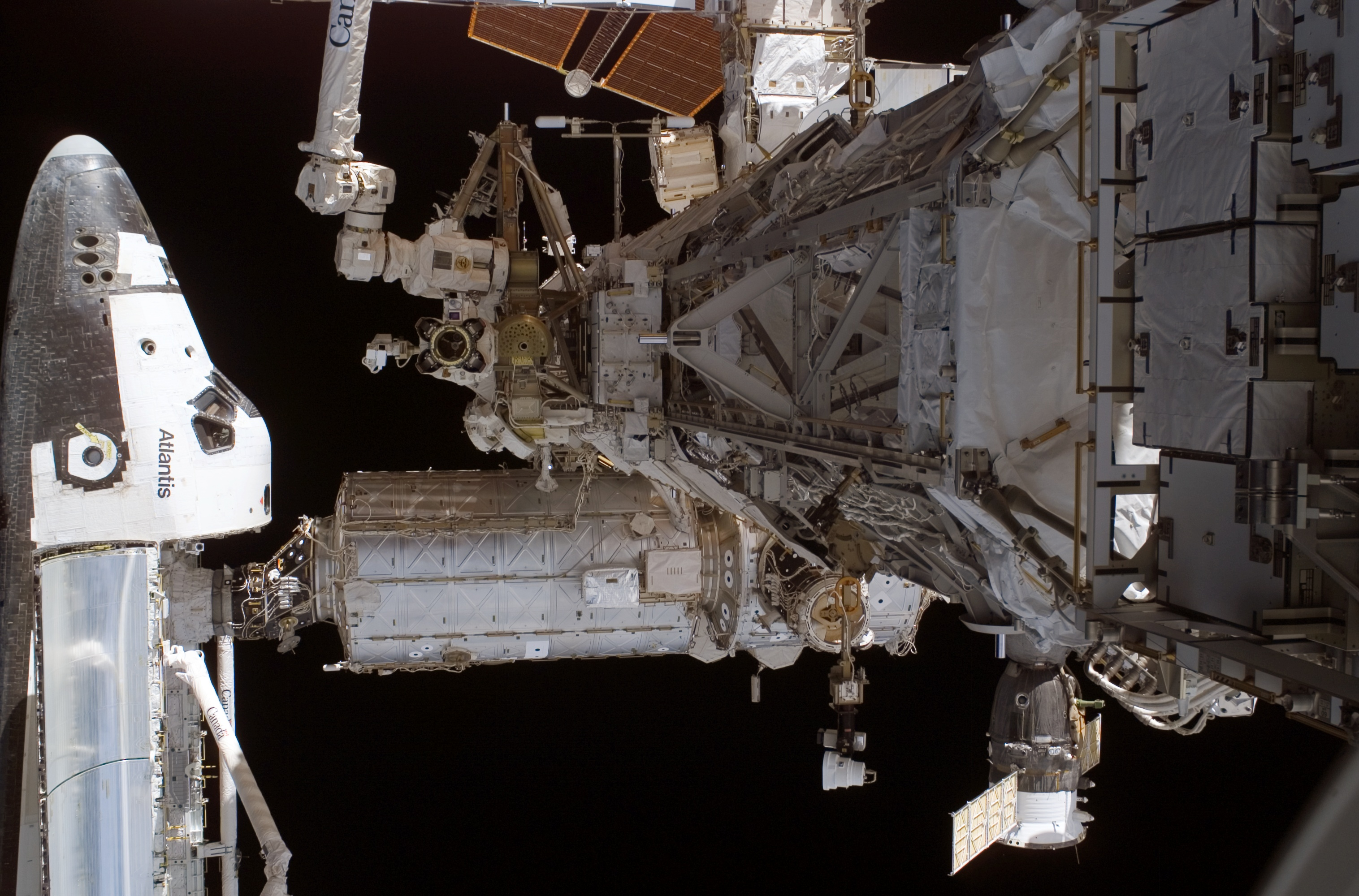
El transbordador Atlantis acoplado a la estación, visto durante el EVA 1 en el Día 4.

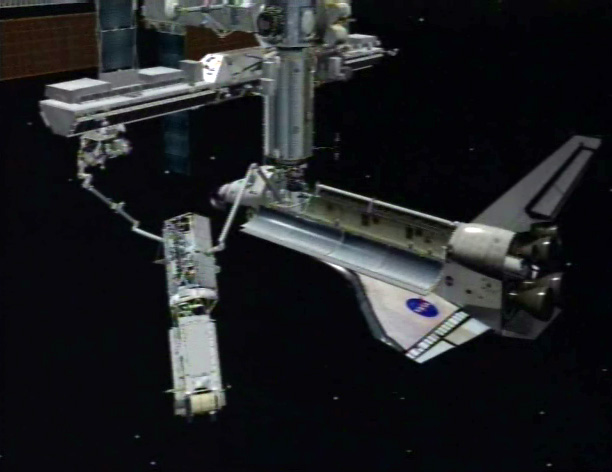
El brazo robótico del Atlantis traspasa el segmento P3/P4 al brazo robótico de la estación en el Día 3 (una imagen de la animación).

Antes del acoplamiento, Jett piloteó el Atlantis para realizar el backflip cuando estaba estacionado a 600 metros bajo la estación. La maniobra permitió a la Expedición 13 tomar fotografías de alta resolución del escudo térmico de la nave.
Cerca de las 10:46 UTC, el Atlantis se acopló con la Estación Espacial Internacional, y dos horas después aproximadamente la esclusa se abrió y la tripulación recibió la bienvenida a la estación a las 12:35 UTC. 
Después del acoplamiento, Fergurson y Burbank engancharon el brazo robótico Candarm de 17.5 toneladas al segmento P3/P4, levantado desde la bahía de carga y maniobrado para el traslado hacia el brazo robótico de la estación, Canadarm 2.
Después de abrir la esclusa, Maclean y el Ingeniero de Vuelo de la Expedición 13 Jeff Williams usaron el Canadarm2 para tomar el segmento desde el brazo robótico de la estación. MacLean es el primer canadiense en controlar el Canadarm2 en el espacio. 
Tanner y Stefanyshyn-Piper comenzaron las preparaciones el la esclusa de aire Quest para el EVA del Día 4. Las preparaciones y el nueva medida pre-respiración (pre-breathing) por parte de la NASA, para evitar la descompresión, o las curvas. Las preparaciones implicaba llevar máscaras de oxígeno y dormir durante la noche en la esclusa de aire bajo 10 psi, para acostumbrar sus cuerpos a las bajas presiones que deberán soportar cuando lleven puestos sus trajes espaciales.

### 12 de septiembre (Día 4)

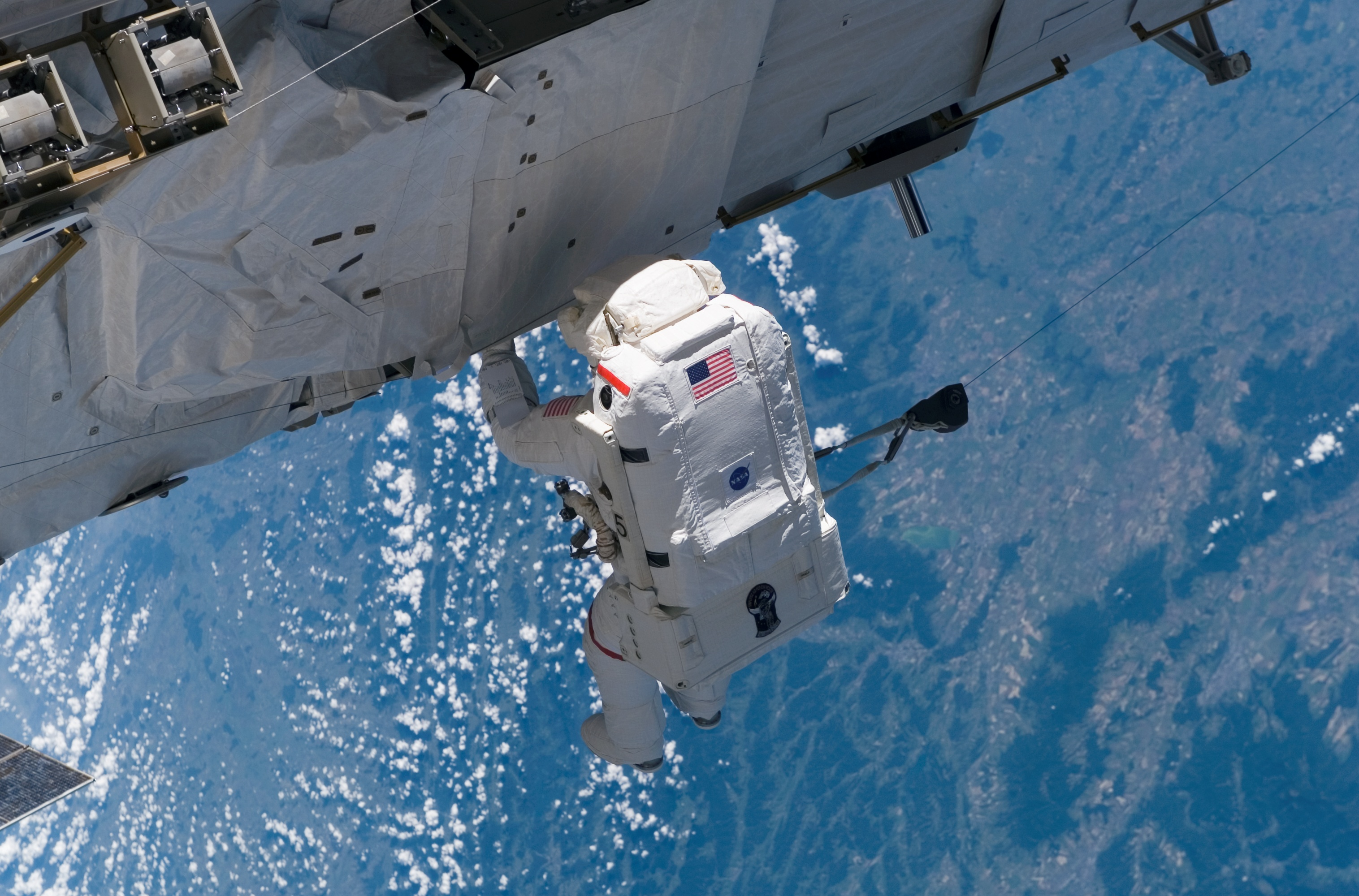
Joseph Tanner instalando el segmento P3/P4 durante el paseo espacial del Día 4.

Siguiendo con la instalación del segmento P3/P4 a la EEI por el Candarm2, Tanner y Stefanyshyn-Piper comenzaron el paseo espacial para instalar el segmento a las 09:17 UTC. Durante el EVA ellos instalaron cables de datos y electricidad entre los segmentos P1 y P3/P4, lanzando las protecciones del segmento y un número de otras tareas para configurar el segmento para las otras actividades. El paseo espacial fue un éxito, incluso se adelantaron a las otras EVAs realizando otras tareas que estaban planeadas para el siguiente paseo espacial, terminando a las 15:43 UTC. Un resorte, un perno y una arandela desde una cerradura de lanzamiento se perdieron durante las actividades extras y flotaron por el espacio.
Después del EVA 1, la tripulación de la estación comenzó los preparativos para el EVA 2 planeado para el Día 5 con los astronautas Burbank y MacLean, los cuales entraron a las esclusa de aire para su camp-out a las 18:40 UTC, preparados para el EVA planeado para las 09:15 UTC.

### 13 de septiembre (Día 5)

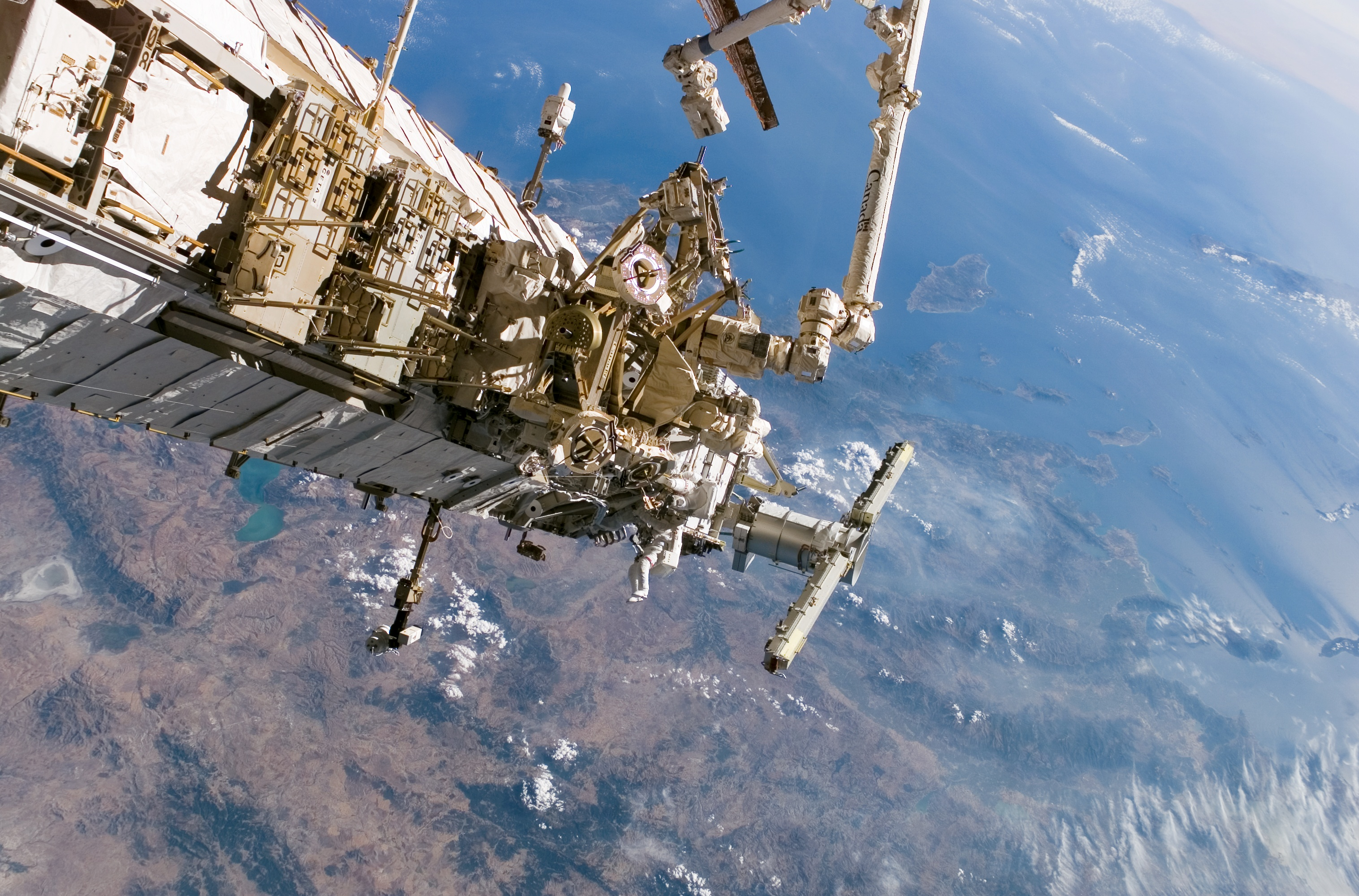
El nuevo segmento P3/P4 durante el EVA 2. También se puede observar los no-desplegados paneles solares.

En el Día 5, el segundo paseo espacial de la misión fue realizado, esta vez por primera vez Burbank y MacLean fueron los spacewalkers. Dedicaron el día para las tareas finales requeridas para la activación del Empalme Rotatorio del Alfa Solar (SARJ por sus siglas en inglés). El SARJ es un empalme auto movible que gira en la estación para direccionar los paneles solares hacía el Sol. Burbank y MacLean soltaron las cerraduras que mantuvo seguro al SARJ cuando este se lanzaba a la órbita desde el Atlantis. Mientras trabajaban, los astronautas varios problemas de menor importancia, incluyendo un mal funcionamiento de la cámara que lleva el casco del traje espacial, una herramienta quebrada, un perno obstinado, y un perno que venía flojo desde el mecanismo designado para sostenerlo. El perno tuvo que ser removido por los dos astronautas.
Burbank y MacLean estuvieron 7 horas y 11 minutos fuera de la estación, comenzando su paseo espacial a las 19:15 UTC y terminando a las 16:16 UTC. En adición al trabajo del SARJ, ellos completaron otras tareas designadas para otras EVAs.
Los ingenieros encontraron una interferencia durante las cuatro horas de la activación del SARJ, y tuvieron un retraso temporal en la activación y despliegue de los paneles solares hasta que finalicen el trabajo adicional y el chequeo del SARJ. La línea de tiempo permitió tiempo adicional para seguir trabajando en el problema durante la noche y completar el despliegue de los paneles el jueves como estaba previsto.

### 14 de septiembre (Día 6)

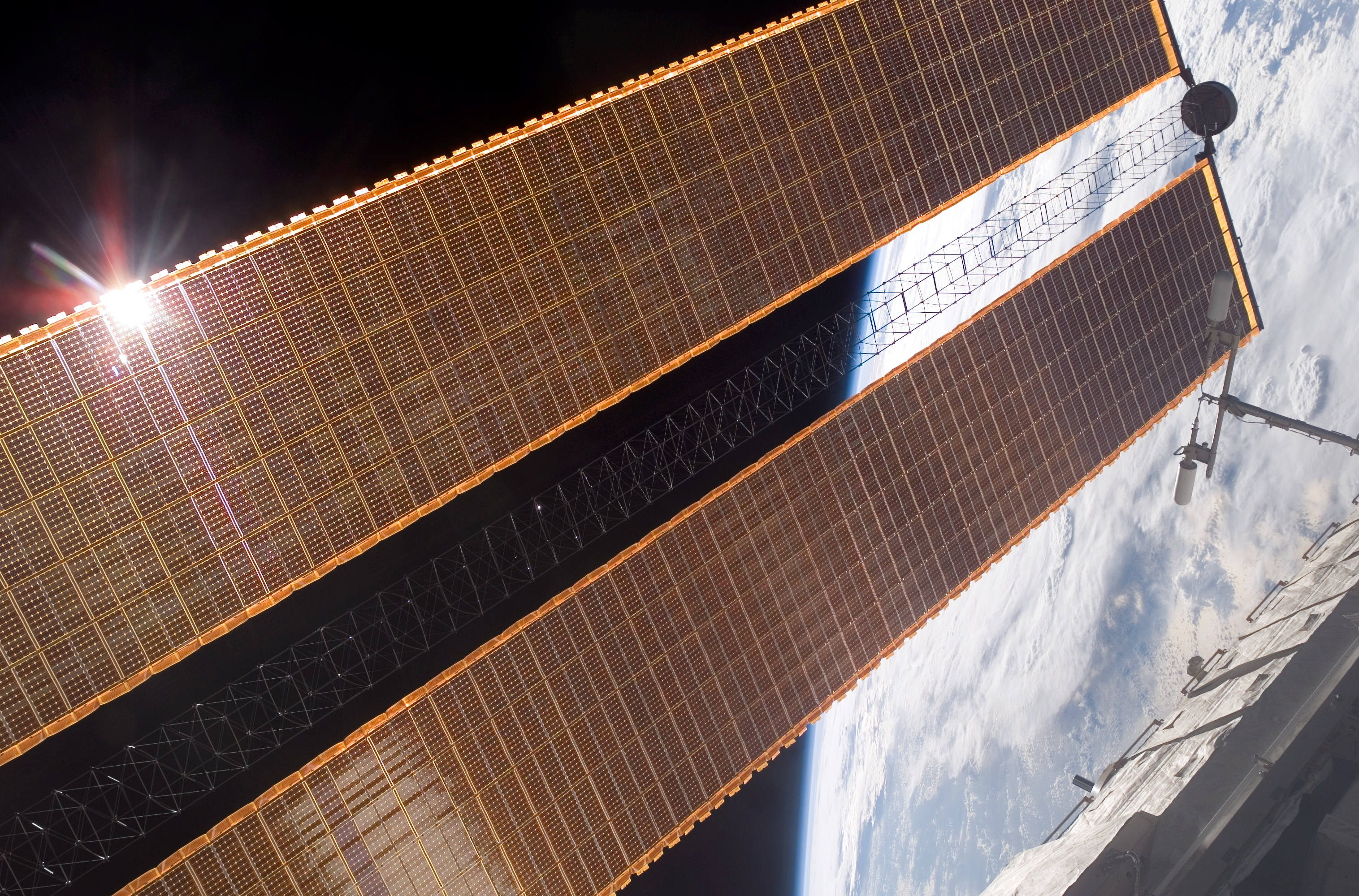
Un panel solar del segmento P4 totalmente desplegado en el Día 6.

En el Día 6 se continuó con la instalación del panel solar. El despliegue de los paneles solares por ellos comenzó un poco detrás del plan debido a algunos problemas que se encontraron el Día 5 con el SARJ. El problema fue determinado por un software, y un workaround que fue realizado. El despliegue de los paneles solares continuó en la mañana en etapas para prevenir que los paneles se queden pegados, como ocurrió en la misión STS-97. El equipo observaba que los paneles se pegaban juntos, pero esto no causó ningún problema. Aunque la instalación haya sido completada, los paneles solares no aportarán energía hasta la próxima misión del transbordador, la misión STS-116, planeada para diciembre de 2006, cuando la estación experimente un cambio notable de electricidad. 
Hubo otras actividades durante el día 6, como el desplazamiento del brazo robótico Candarm2, desde el Sistema Movible de la Base al laboratorio Destinity y la preparación para el tercer paseo espacial. Un número de entrevistas fueron realizadas más tarde durante el día de vuelo, entre Jett y MacLean y el primer ministro canadiense Stephen Harper & los estudiantes.

### 15 de septiembre (Día 7)

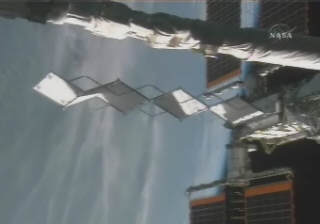
Un radiador en el segmento P4 después de haber sido desplegado en el día 7.

En el día 7 se realizó el tercer y último paseo espacial. El comienzo del paseo se atrasó debido a que un interruptor en el controlador de poder remoto (RPC por sus siglas en inglés) se disparará, provocando pérdida de poder en la bomba de descompresión de la esclusa de aire. Después de determinar los datos para asegurarse de que no hubo un corto circuito, el interruptor se reseteó y la bomba se reactivó. Joe Tanner y Stefanyshyn-Piper comenzaron su paseo espacial a las 10:00 UTC después de 45 minutos de retraso.
Durante el paseo espacial de 6 horas y 42 minutos, los astronautas llevaron a cabo numerosas tareas de mantenimiento y reparación incluyendo la eliminación de un hardware usado para asegurar al radiador P3/P4 durante el lanzamiento. Los Controladores de Vuelo en tierra secuencialmente desplegaron el radiador, incrementando la habilidad de disipar el calor de la estación hacia el espacio. También completaron durante el paseo espacial la retirada de un experimento de materiales que expusieron fuera de la estación, una mantenimiento al segmento P6, la instalación de TV inalámbrica y el reemplazo de la antena de Banda-S en el segmento S1.
Un número de tareas que habían sido previstas para otras misiones se realizaron en este paseo espacial. Cerca del término del paseo, los astronautas realizaron un test para evaluar el borde principal del Atlantis usando una cámara infrarroja y detectar si hay algún daño. 
Después del EVA, el transportador móvil de la estación fue movido hacia el segmento P3 para inspeccionar partes del segmento.

### 16 de septiembre (Día 8)

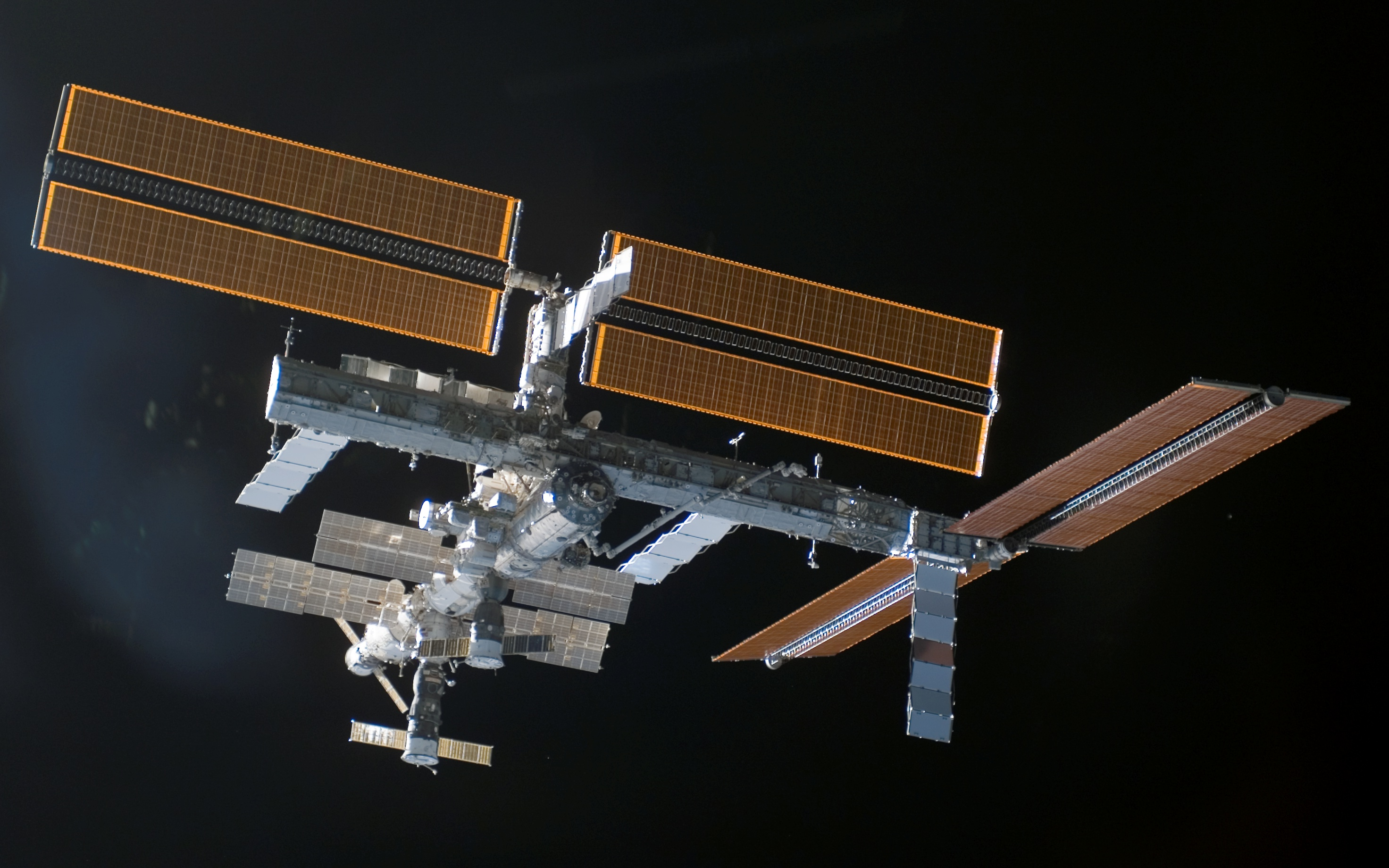
La nueva configuración de la EEI, tomada en el Día 9, después del desacoplamiento.

El Día 8 del STS-115, el último día completo con el Transbordador Espacial Atlantis acoplado en la EEI, fue usado principalmente en la preparación de los procedimientos para el desacoplamiento para el Día 9. La tripulación usó la mañana para descansar de la exitosa misión, y para estar listos para el desacople trasladando equipos de la estación y experimentos científicos al Atlantis mientras se preparaban para el regreso a casa. 	 
La tripulación de la Expedición 13 y del STS-115 efectuaron la tradicional conferencia de prensa, con el Comandante Brent Jett comentando el suceso de la misión y en las misiones de construcción que vendrán: 	 
"Todo el resto de las misiones de construcción son desafiantes. Tenemos similares cargas para volar en el futuro. Tuvimos un buen comienzo en la construcción. Pienso que podemos pasar muchas lecciones para las tripulaciones futuras." 	 

### 17 de septiembre (Día 9)
El día 9 fue el último día del Atlantis en la EEI, cuando este se desacopló a las 15:50 UTC.
Siguiendo las tradicionales ceremonias de despedida entre la Expedición 13 y STS-115, la esclusa entre el Atlantis y la EEI se cerró a las 10:27 UTC. Entonces, después de una serie de comprobaciones, el Atlantis comenzó su giro de 360° alrededor de la estación en el llamado flyaround para documentar e inspeccionar la nueva configuración.

### 18 de septiembre (Día 10)
La tripulación del STS-115 pasaron la mañana del Día 10 llevando a cabo las inspecciones finales del protector térmico del Atlantis en preparación para la reentrada el Día 12.
Orbitando en 80 kilómetros (50 millas) aproximadamente bajo la EEI, la tripulación usó el brazo robótico y la extensión de este para estar seguros de que no hay daños en la nariz y el ala por micrometeoritos y otras basuras espaciales.
La tripulación pasó el resto del día de poca luz plegando equipos en preparación para la llegada a la Tierra.
En el 18 de septiembre también se realizó el lanzamiento de la próxima expedición a la EEI, la Expedición 14, a bordo de la Soyuz TMA-9.

### 19 de septiembre (Día 11)

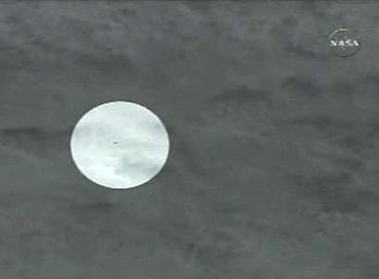
Imagen del objeto no identificado en una trayectoria coorbital junto con el Atlantis.

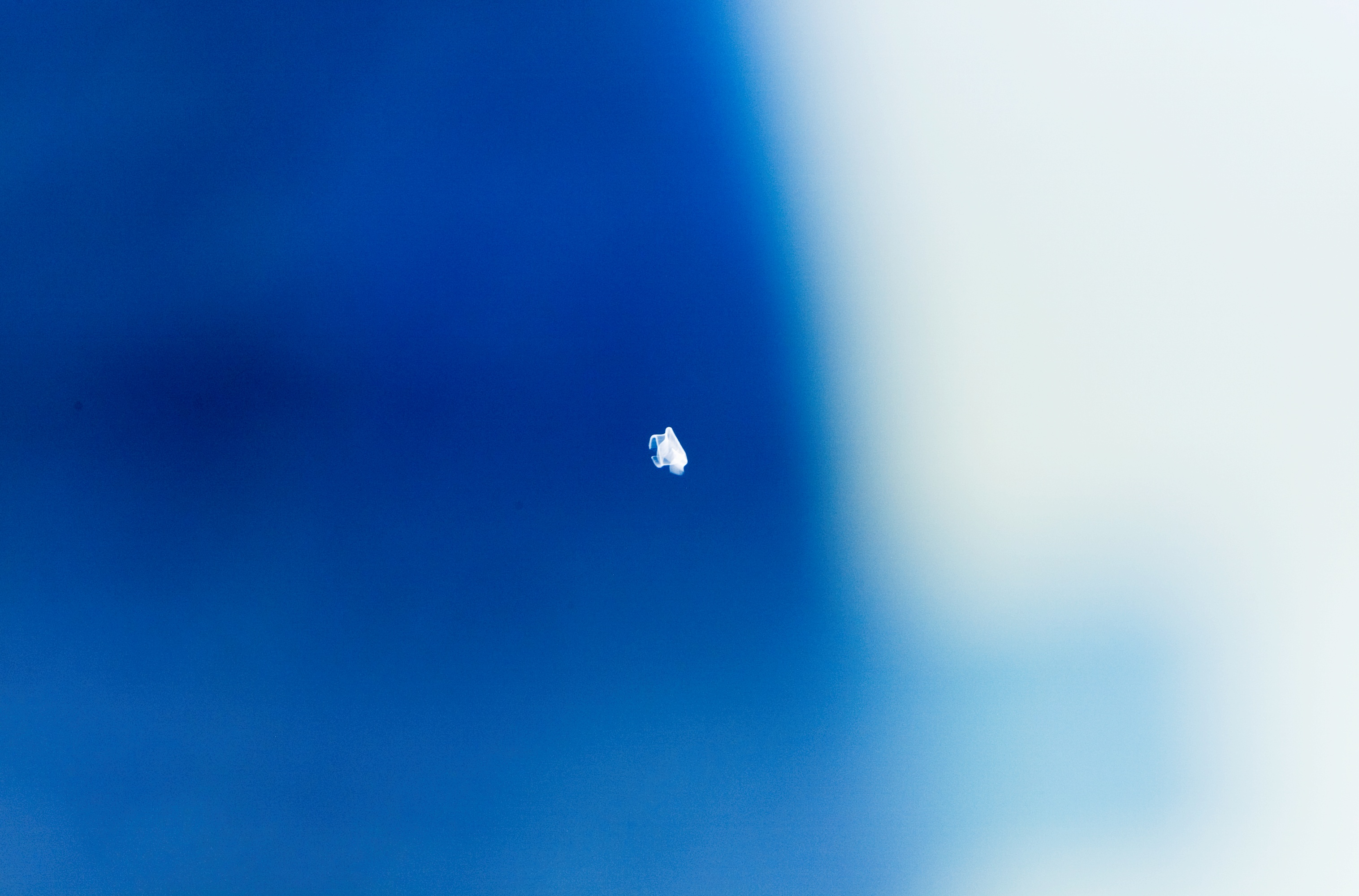
Imagen en alta resolución del segundo objeto no identificado.

Durante la mañana del Día 11, los astronautas Fergurson y Jett testearon el control de reacción del Atlantis y practicaron el aterrizaje usando computadoras de a bordo. Los propulsores se utilizan para posicionar al transbordador durante la reentrada.
La tripulación tomó algo de tiempo para dar entrevistas, con Fergurson diciendo a la prensa que todos a bordo estaban optimistas para el aterrizaje:
"Pienso que todos, hasta el momento, se sienten bastante bien por el trabajo que hicimos." dijo Fergurson. "Estamos mirando hacia adelante a una exitosa re-entrada y aterrizaje que alguna vez mañana."
Siguiendo con las entrevistas, la tripulación continuó sus preparaciones para la reentrada plegando equipo innecesario y otras tareas previo al aterrizaje. Sin embargo, la tripulación informó al Control de Misión más adelante en el día, después del test del sistema de control de reacción (RCS, reaction control system), que un objeto fue visto moviéndose en una trayectoria coorbital con el orbitador. Los astronautas observaron el objeto usando las cámaras de TV de a bordo, pero desafortunadamente la resolución de las imágenes no eran suficientemente altas para identificar el objeto.
Las imágenes fueron enviadas al Control de Misión para un análisis detallado por los controladores de vuelo quienes se vieron preocupados por la posibilidad de que el objeto puede haber salido del Atlantis, y como tal deseaban identificar el objeto. El panorama más probable era que el objeto es benigno, como un pedazo de hielo o un trozo de galga (observado anteriormente en el vuelo que sobresalía del escudo térmico). Sin embargo, la posibilidad seguía siendo de que el objeto fuera de crítica importancia, como un azulejo del sistema de protección térmica del orbitador.
Como tal, el Control de Misión le preguntó a la tripulación del Atlantis para encender el brazo robótico para re-inspeccionar el transbordador, y redactar un plan para las series de tests que tocan en el día 12 para determinar si el transbordador estaba seguro para una reentrada. Esta inspección extra, se añadieron a los pobres estados del tiempo pronosticados en la Instalación de Aterrizaje del Transbordador (Shuttle Landing Facility) para el miércoles.

### 20 de septiembre (Día 12)
Siguiendo el descubrimiento del objeto en el Día 11, los Controladores de Misión inspeccionaron el transbordador Atlantis a tempranas horas de la mañana usando el brazo robótico Canadarm, con los tripulantes a bordo del orbitador explorando la parte baja de la nave por cualquier motivo de preocupación. Después de la inspección, la tripulación recibió instrucciones desde el Control de Misión de usar la extensión del brazo robótico (Orbiter Boom System) para llevar a cabo más inspecciones en el escudo térmico del Atlantis.
Después de la revisión de escaneo, junto con un análisis por la noche de la bodega de carga por los Controladores de Vuelo en Tierra, se determinó que no había ningún daño, y que no habría ningún impedimento para la reentrada. Esto se añadía a los favorables pronósticos del tiempo para la pista de aterrizaje del transbordador en la mañana del miércoles, permitiendo el aterrizaje del Atlantis para el día siguiente.
Durante el día, la tripulación se preparó para el aterrizaje, empacando y plegando la antena de Banda Ku usada para transmisiones de TV.
Durante la inspección, la tripulación fue notificada que la Soyuz TMA-9 se había acoplado a la EEI, el cual llevaba la primera mitad de la Expedición 14.

### 21 de septiembre (Día 13 y aterrizaje)

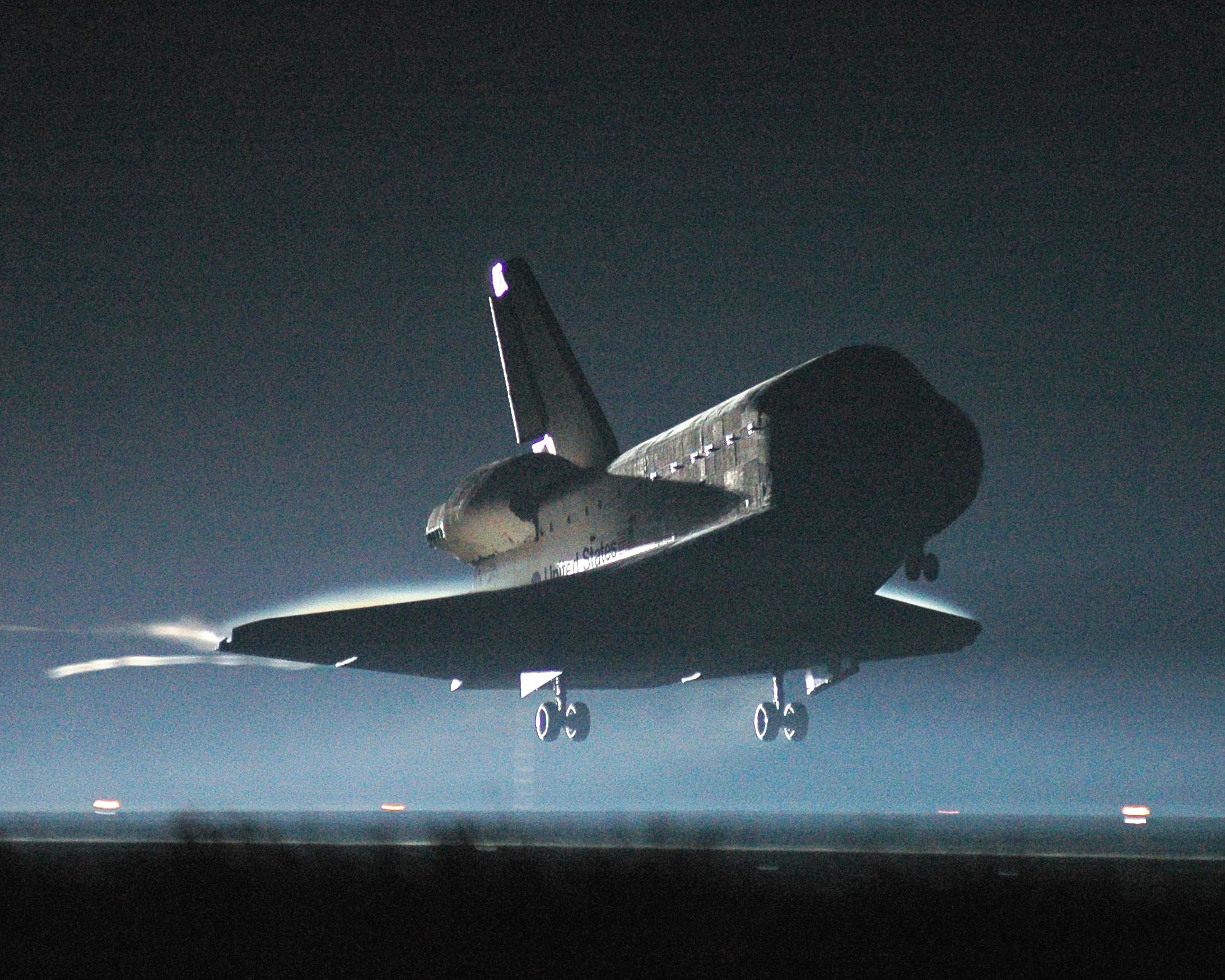
Concluyendo la misión STS-115, el Atlantis y su tripulación regresan al Centro Espacial Kennedy antes del amanecer en la Pista 33.

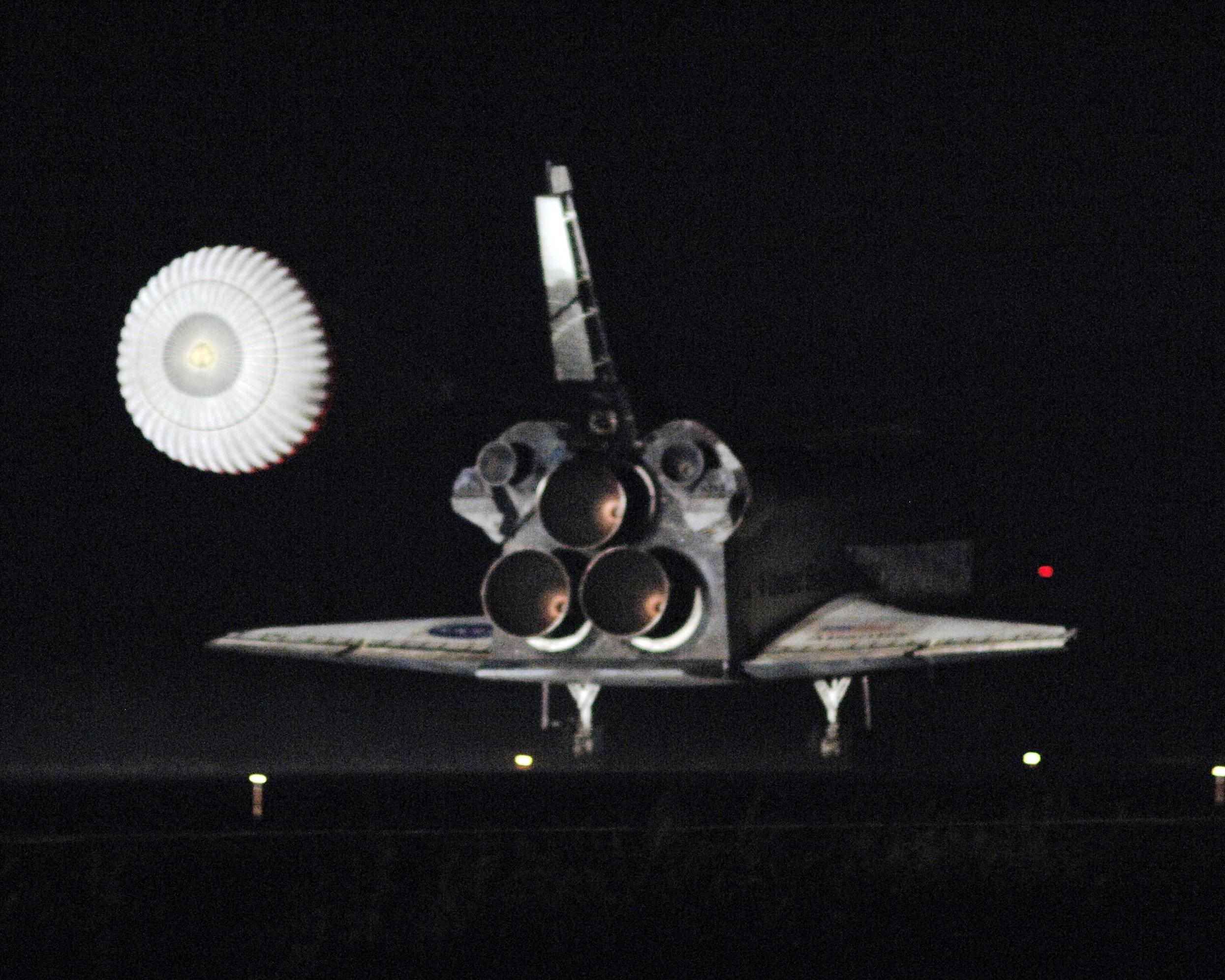
El paracaídas es iluminado junto con el Atlantis tocando tierra en la Pista 33.

Este es el último día de la misión, con los preparativos finales para la reentrada y el aterrizaje durante la mañana, y numerosas conferencias de prensa en la tarde.
Al igual que todos los vuelos de los transbordadores, el proceso de aterrizaje comienza horas antes del aterrizaje verdadero en el Centro espacial Kennedy. El proceso comienza con el pre-encendido del APU (Auxiliary Power Units) a las 04:37 EDT, seguido del cierre de las puertas de la bodega de carga y su sellado de la nave a las 04:45 EDT. La tripulación del Atlantis recibió el "GO!" para la ventana de reentrada primaria desde el Control de Misión en Houston a las 04:52 EDT. la tripulación entonces comenzó la reorientación para la deorbitación del transbordador de modo que sus motores quedaron en la dirección contraria al recorrido, significando que el quemado de los motores reduciría su velocidad y bajaría su órbita.
El quemado para la desorbitación comenzó a las 05:15 EDT, el cual duró 2 minutos y 40 segundos. Los astronautas a bordo del Atlantis informaron que el encendido fue perfecto a las 05:17 EDT, y que no requería alteraciones en cuando el Atlantis comenzará su recorrido a través de la atmósfera sobre el Océano Índico.
Después del quemado para la desorbitación la tripulación del Atlantis comenzó a descargar exceso de propulsor, un proceso que duró 3 minutos, concluyéndose a las 05:26 EDT, con la nave a 55 minutos de aterrizar. Veinticinco minutos después, a las 05:51 EDT, el Atlantis comenzó a sentir los efectos de la atmósfera a una altitud aproximada de 130 km, y pronto comenzaría su "banqueo de balanceo reverso" (roll reversal banking) en orden para reducir la mayor parte de los 27.000 km/h que este iba, para llegar listo para el aterrizaje a menos de 760 km/h. La EEI se encontraba sobre la trayectoria de entrada, por lo tanto los astronautas podían observar toda la maniobra desde arriba. 
A las 06:08 EDT, el downlink del transbordador recibió la señal de la Estación de Seguimiento MILA en las Islas Meritt, en Florida, con la información del GPS comenzando a ser aceptado por el orbitador tres minutos después. Diez minutos después de la primera señal del Atlantis, dos sonidos sónicos fueron escuchados en el Centro Espacial Kennedy cuando el transbordador cayó bajo la barrera del sonido, tres minutos antes del aterrizaje. El comandante Jett tomó el control de la nave un minuto después, y, con la pista de aterrizaje 33 del Centro Espacial Kennedy en la mira, comenzó a ajustar la nave para el aterrizaje.
La rueda principal del Atlantis tocó tierra a las 06:21:10 EDT en la Pista 33 del SLF en el Centro Espacial Kennedy, con la rueda en la nariz tocando tierra 6 segundos después a las 06:21:36 EDT, y, 8 millones de kilómetros después del lanzamiento, las ruedas del orbitador pararon a las 06:22:16 EDT, finalizando la misión STS-115.
El aterrizaje matutino fue considerado un aterrizaje nocturno, ya que ocurrió 48 minutos antes del amanecer, el cual fue el aterrizaje nº21 durante el Programa del Transbordador Espacial. Y fue el aterrizaje nº63 en el Centro Espacial Kennedy y también fue la misión 27 del Transbordador Espacial Atlantis.

## Post-vuelo

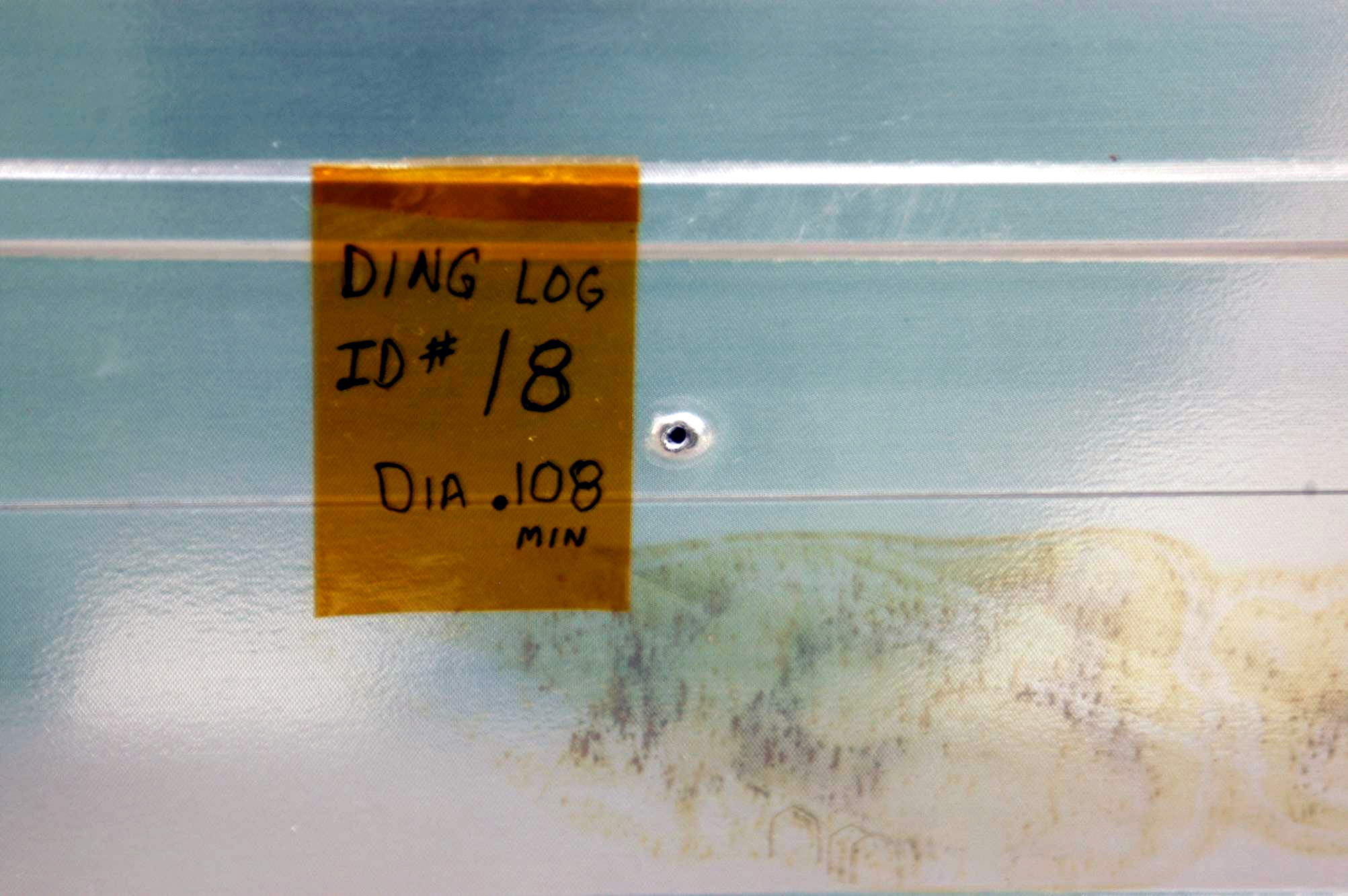
El daño que dejó el impacto del micrometeorito. (NASA).

Mientras trabajaban en el Atlantis, técnicos de la NASA descubrían que uno de los radiadores de la nave mostraba evidencia de haber sido dañado por un micrometeorito. El agujero tenía un diámetro de 2.7 mm (0.108 pulgadas) aproximadamente.

## Análisis de daños
La NASA condujo un análisis detallado de datos de muchas fuentes incluyendo las imágenes sacadas en tierra, radar, inspecciones del transbordador usando el Canadarm y de la estación espacial. En el día 2 se percataron de unos cuantos cascotes durante el lanzamiento y concluyeron que el daño era mínimo. Un día después, los ingenieros de la NASA decidieron que no era necesario un nuevo análisis al Atlantis. Estos se relacionan solo con los cascotes que se observan durante o después del lanzamiento, no con los del 19 de septiembre.

## Llamados para levantarse
Esta tradición de la NASA, de despertar a los tripulantes con música viene del programa Gemini, a la tripulación del STS-115 se le regala una canción especial cada día que están en el espacio. La canción es escogida por los familiares de los tripulantes el cual contiene un significado especial a un miembro del equipo, o es de alguna manera aplicable a su situacuón. 	 
- Día 2: Moon river por Audrey Hepburn para el comandante Brent Jett a petición de su esposa.
- Día 3: Una pieza interpretada a chelo por los hijos de Daniel Burbank.
- Día 4: My Friendly Epistle, una canción ucraniana por Taras Shevchenko para Heidemarie Stefanyshyn-Piper.
- Día 5: Takin' Care of Business por un grupo de rock canadiense (Bachman-Turner Overdrive) para Steve MacLean.
- Día 6: Wipe Out por The Surfaris para Chris Ferguson
- Día 7: Hotel California por The Eagles para Joseph Tanner
- Día 8: Twelve Volt Man por Jimmy Buffett para Burbank a petición de su esposa y familia.
- Día 9: Danger Zone por Kenny Loggins para Chris Ferguson.
- Día 10: Rocky Mountain High por John Denver, para Joseph Tanner.
- Día 11: Ne Partez Pas Sans Moi (No te vayas sin mí) por Céline Dion, para Steve MacLean.
- Día 12: Beautiful Day por U2 para Heide Stefanyshyn-Piper a petición de su familia.
- Día 13: WWOZ por Better Than Ezra, para Brent Jett.

## STS-300
La misión STS-300 fue la misión de rescate para el Discovery en sus misiones STS-114 y STS-121 si es que los tripulantes no habría podido reingresar a la Tierra. Esta misión es la versión modificada de la misión STS-115, la cual se adelantaría el lanzamiento y la tripulación se habría reducido. 	 
El STS-300 habría sido lanzada no antes del 17 de agosto del 2006 y la tripulación habría sido de 4 astronautas en vez de las 6 que estaba designada para la misión STS-115. 	 
- Brent W. Jett, Jr., comandante
- Christopher Ferguson, piloto y operador secundario del brazo robótico.
- Joseph R. Tanner, especialista de misión, extravehicular 1 y operador primario del brazo robótico
- Daniel C. Burbank, especialista de misión 2 y extravehicular 2.

## Seguimiento de la misión
Toda la misión fue seguida por NASA TV 	 

## ¿Sabías que...?
- El intento de lanzamiento del día 9 de septiembre fue la 200.ª vez que la NASA cargaba de combustible al tanque externo del transbordador espacial.
- El segmento P3/P4 y sus baterías eran tan pesadas (más de 17.5 toneladas) que el número de astronautas que iban a viajar en esta misión se tuvo que reducir a de 7 a 6.
- La insignia de la misión, usada por los astronautas de la misión en sus ropas, fue diseñada por tres estudiantes de la universidad York, en Toronto. La misma universidad en la que fue Steven MacLean.

## Multimedia
- Despegue del Transbordador Atlantis en la misión STS-115 desde la plataforma de lanzamiento 39B del Centro Espacial Kennedy

### Actualizaciones
- Página de la misión
- Página del Transbordador Espacial - NASA Web que actualiza frecuentemente sobre las últimas noticias del transbordador (en inglés)
- Estado de la misión - Web de Space Flight Now: Blog de la misión (En inglés)
- STS-115 - Agencia espacial Canadiense Sobre la misión (En inglés)

### Datos
- STS-115

### Videos
- STS 115 - Con animaciones de cada parte de la misión
- Lanzamiento del STS-115 en YouTube.
- Lanzamiento visto desde la cámara del tanque externo en YouTube.
- Maniobra antes de acoplarse con la ISS en YouTube.
- La separación y splashdown de los cohetes propulsores en YouTube.
- Video de los propulsores en YouTube.
- Aterrizaje en YouTube.

### Fotos
- Tránsito del Atlantis y la ISS por el Sol

- Datos: Q217531
- Multimedia: STS-115 / Q217531